# データ (スタートレック)
データは『スタートレック』シリーズに登場する登場人物の一人で、架空の人型人工生命体（アンドロイド）。

## 概要
演じているのはブレント・スパイナー。日本語版の吹き替えは大塚芳忠が担当した。オールバックの髪型、金色の瞳、真っ白な肌が特徴的である。階級は少佐で、ピカード艦長（大佐）、ライカー副長（中佐）に次いで第二副長の地位であり、U.S.S.エンタープライズDにおいては3番目の指揮権を持つ。初登場時ライカー中佐に「ピノキオ」と呼ばれている通り、キャラクターの基となったのはピノキオである。

## 略歴

### 誕生
アイザック・アシモフが考えた陽電子頭脳を搭載したアンドロイドを生み出したいと、物語内の人物ヌニエン・スン博士により作られたうちの一体。姿はスン博士自身の若いころに似せられた。同タイプのアンドロイドとしてローア、B-4が存在する。なお、アンドロイドの共同開発者としてスン博士の当時の妻「ジュリアナ=オドネル」博士がいた事が、後年スン博士の記憶・人格等を引き継いでいるホログラムよりデータ少佐に告げられた。

### 『新スタートレック』及び劇場版第7～10作
過去にクリンゴン帝国内戦が勃発した際、ロミュランからデュラス一派への援助物資の補給を断つためにクリンゴンとロミュランの国境付近で作戦が展開されたが、艦長としてネビュラ級航宙艦U.S.S.サザーランドを指揮した。その際はアンドロイドとしての能力によって敵艦隊を探知したことから艦隊の作戦方針及び上官の命令を無視し独自の判断でロミュラン艦を探知、威嚇射撃を行い、退却させた。
指揮権を発動する立場では言葉遣いや口調、態度が変化し、自身の状況判断に全く迷いを見せない様は最もアンドロイド然としていた。以降の任務では宇宙艦の艦長を任せられる機会は訪れていないが、ピカードとライカーが行方不明になった事件ではエンタープライズを指揮している。
2379年、映画『ネメシス/S.T.X』にて、U.S.S.エンタープライズEはロミュラン帝国にて軍事クーデターを起こしたシンゾンの最新鋭艦シミターと交戦、劣勢に立たされ武器が使用できないエンタープライズを守るため、敵艦に乗り込み致死放射線兵器の発生器をハンドフェイザーで破壊。その後シミターの爆発に巻き込まれて死亡する。ピカードやラ＝フォージはB-4をデータの「兄弟」として扱い、人間とのかかわりなどを学ぶように勧める。なお、ライカー副長がU.S.S.タイタンの艦長として転出した後、中佐に昇進して後任の副長に就任する予定だった。

### 『スタートレック:ピカード』
その後もその人格の記憶は再利用されてたびたび『スタートレック:ピカード』に登場する。
シーズン1では、『ネメシス/S.T.X.』の20年後の2399年、引退したピカードの夢に登場する。記憶を移したB-4は適切に作動せず、記憶を量子シミュレーションにアップロードされたのちに停止・分解されている。ピカードは不治の脳病で死に、スン博士の息子オルタンらにより延命のため一時的に仮想世界へアップロードされたピカードの意識とスン博士のハードの中で保存されていたデータの意識がシミュレーション内で再会する。ピカードは仮想世界の中でデータと再会し、データが殉職してから伝えたかった想い、データに対する「愛」の想いを伝える。データはその想いを受け、ピカードに現実世界へ帰ったら自分のデータを削除してほしいと望む。データは死ではなく本当の人間の一員としての最後を望む。(精神的な存在として)ピカードは新しい肉体を手に入れるが、データは艦長の手により永い眠りにつく。
シーズン3では、新たに製造された筐体にデータ、ローア、B-4、ラル、オルタン・スンの人格が未統合の状態で入れられてデイストローム研究所の宇宙ステーションに保存されている。ラ＝フォージによって人格間の仕切りを外された後、ローアと人格統合に成功して筐体の制御を得て、再びエンタープライズの士官仲間たちと再会する。艦隊全体がボーグに同化された危機において、宇宙艦博物館でラ＝フォージが再生し保存していたエンタープライズDを操縦してボーグ・キューブに入り、ビーコンおよびボーグ・キューブを破壊して惑星連邦の危機を救う。

## 人物
初登場時にはホロデッキでの自然の風景の中で口笛を練習しており、その後もホロデッキにてシャーロック・ホームズに扮したり、スポットという名の猫を飼ったり、その猫に関する自作の詩「フィリス・カタス　それがお前の正式な学名　四足歩行の動物　生まれながらに肉食……」を朗読してクルーを悩ませるなど、悪意はないのに気が利かない面もある。健康状態を問われると「正常に機能しています」と答える。親友であり、人間の感情の教師役は「初めてありのままの私を受け入れてくれた人物」のジョーディ・ラ＝フォージ。人間としての理想的人物はジャン＝リュック・ピカード。
何かしらの質問をされると、関連はあるもののその場では必要のない情報まで延々と羅列し始めてしまうため、ピカードやライカーからすぐさま「もういい、データ」と遮られることが多い。映画『ネメシス/S.T.X』では冒頭の結婚式のシーンにおいて、ついにピカードから「黙れ」と言われてしまった（祝宴の席上における冗談であり、ピカード曰く『15年間ずっと言いたかった』）。
男性型アンドロイドであるデータには性的な機能も装備されており、水の分子構造の変化により一種の躁状態に陥ったエンタープライズ艦内において保安主任のナターシャ・ヤー大尉と関係を持ってしまったこともある。彼女の殉職後、彼女のホログラム写真はその後も大事な物として手元に置いていた。
頭髪の類は自由に伸ばすことが出来るらしく、未来の世界で老けを表現する為に白髪を作ったりした。一回だけ髭を生やしたが、ラ＝フォージに「おかしい」（曰く『顔に落書き』）と言われてやめた。
TVシリーズ中において一度感情チップを得るが、それによる失敗から感情チップを自らはずし封印している。また、感情チップが無いにもかかわらず、自分が製作した娘であるラルに対しての態度などまるで感情を持っているかのような反応を示す場面もしばしば見られる。
『ジェネレーションズ』では敢えて感情チップを装着し（本人にとって）未知である感情を体験しようとしたが、眼前でラ＝フォージが連れ去られるのを恐怖の感情におびえて見過すという代償が伴った。一度はオーバーロードし、神経組織に貼りついてしまったチップだが、後に任意で機能をオン／オフできるよう改良を施されている（『ファーストコンタクト』）。
TVシリーズ中『人間の条件』において、記憶容量が800×10^15bit（=100PB）であり、情報処理伝達能力が1秒間に60兆回であることが本人から語られた。
『スタートレック:ピカード』において、人格統合の影響により『ネメシス/S.T.X』で死亡する以前よりかなり人間に近い自然な立ち振る舞いが出来るようになった。

## 経歴
- 2345年、宇宙艦隊アカデミー卒業
- U.S.S.トリエステ　（大尉)
- U.S.S.エンタープライズD　第二副長兼OPS（少佐）
- （2367年から翌年にかけてのクリンゴン内戦において、U.S.S.サザーランドの臨時艦長《少佐》を務める）
- 2379年、記憶をB-4にコピーする。ロミュラン帝国内で殉職、(映画『ネメシス/S.T.X』)
- （その後記憶がシミュレーションに転送されてB-4は停止・分解される）
- 2399年、ピカードに自身のシミュレーションを停止する事を依頼、死亡する。
- 2401年、新たに製造された年老いた外見の筐体に、データ、ローア、B-4、"娘"のラル、さらにオルタン・スンの人格を入れ未統合な状態でデイストローム研究所内に保存されている。起動後、ローアと人格統合に成功して筐体の制御を得て、再びエンタープライズの士官仲間たちと再会する。

## 他のアンドロイド
先に作られ（物語上）実際に起動された同タイプのアンドロイドとしてローア、映画『ネメシス/S.T.X』に登場したB-4が存在する（ジャン＝リュック・ピカードが英単語の"before"と引っ掛けていると言及。B-4は他の二人に比べて信号伝達回路が単純あるいは未発達なため、機能が制限されている模様）。B-4にはデータの記憶が転送されるが、その後不具合により記憶をシミュレーションに転送したのちに、停止・分解されている。
ローアとデータは機能上ほとんど差異は無いが、データには感情を持たせるためのチップが存在しない。ローアは感情チップの設計に失敗したためか、「残忍で邪悪」な行動を取るようになった（ジュリアナ・オドネル博士の発言）ため、「後で修理をするつもり」（ヌニエン・スン博士の発言）で停止・解体させられた。この反省から、スン博士は感情のないアンドロイドを作ろうと考えてデータを作り出した。第35話「人間の条件」、第64話「アンドロイドのめざめ」、第85話「ヒューマン・アンドロイド・データ」などはデータが人間性を学んでゆくプロセスを軸にストーリーが展開する。
ちなみに、ローアはデータの為の感情チップをスン博士を騙して手に入れ装備したが、人格そのものはゆがんだ性格のままだった。
データが作った自身のコピー体である『子供』も存在する。ラルと名付けられた個体で、ラル自身が外見を選ぶ事により地球人の女性となり、連邦はアンドロイドが発明したのか？ 種族の子孫誕生なのか？といった定義を突きつけられた物語が進行する。
宇宙大作戦第74話｢6200歳の恋（Requiem for Methuselah）｣においてフリントによって作成されたアンドロイド・レイナが登場する。
データより後に作られたアンドロイドも存在する。第161話「アンドロイドの母親」に登場した、データのもう一人の開発者であるジュリアナ=オドネル博士の複製である。事故によって昏睡状態となったジュリアナの記憶を、スン博士が新たなアンドロイドの身体に移植したものである。感情を持ち、各種スキャンには人間にしか見えないような反応を返し、老化現象を起こすなど、限りなく人間に近い作りになっているが、本人にアンドロイドである自覚はなかった。
『スタートレック:ピカード』ではデータ自身の神経回路をクローニングして有機物の肉体に移植された双子の"娘"のダージとソージが登場する。
2009年に公開された映画『スター・トレック』（ST11）のプロローグに当たる『Star Trek: Countdown』において、B-4は2380年代にはデータとして活動しU.S.S.エンタープライズEの艦長（大佐）を務めているとされていたが、元々映像化されたもの以外は正史としては扱われず、『スタートレック:ピカード』が配信されてからはこれらの設定は非正史となった（『スタートレック:ディスカバリー』放送開始後の各シリーズから、それぞれに関連して出版される書籍類も正史扱いとなる事になった）。
非正典ではあるが、後にQによりB-4のボディを用いて復活（自叙伝「ジャン＝リュック・ピカード」デイヴィッド・Ａ・グッドマン［編］2018年初版）。その後エンタープライズＥの艦長に就任し大佐となる(Star Trek:Countdown)。

## 関連人物
スタートレック:エンタープライズ以降の作品には各時代におけるヌニエン・スン博士の先祖や子孫が登場する。なお全ての役をスパイナーが演じている。
- アダム・スン - 21世紀の遺伝子学者(スタートレック:ピカード)。
- アリック・スン - 22世紀の遺伝子学者（スタートレック:エンタープライズ）。
- ヌニエン・スン - 24世紀初頭の電子工学者。データやローアの開発者で親に当たる人物(新スタートレック)。
- オルタン・スン - 24世紀末の電子工学者。ヌニエン・スン博士の息子(スタートレック:ピカード)。